# 오사카 메트로 이마자토스지선
오사카 메트로 이마자토스지선(일본어: 今里筋線)은 일본 오사카부 오사카시 히가시요도가와구에 있는 이타카노 역과 히가시나리구에 있는 이마자토 역을 잇는 오사카시 고속 전기궤도의 지하철 노선이다. 노선 색은 주황색■이다.

## 개요
나가호리 쓰루미 녹지선과 마찬가지로 표준 궤도이면서 종래의 차량보다 20% 정도 단면적이 작은 철륜식 리니어 모터 미니 지하철을 채용해 원맨 운전을 실시하고 있다.
국도 479호(오사카 내 환상선)·국도 163호·국도 1호(게이한 국도)·이마리스지(시도 오사카 환상선(도시 계획 도로 모리 코지 야마토가와선))의 지하를 달려 오사카시 동부를 남북 에 종단하여 방사상으로 연장되는 지하철 노선이나 게이한 본선·가타마치선(학연도시선) 등과 연락한다.
요도가와를 지하 터널로 지나가는 철도로로서는 JR 도자이선에 이은 노선이다(개업 당시의 오사카 시영 지하철로서는 최초). 오사카 환상선 안쪽을 통과하지 않는 최초의 지하철 노선이며, Osaka Metro의 노선에서 미도스지선과의 직접 환승역이 전혀 없는 유일한 지하철 노선이기도 하다. 이 외에도 4개 다리선, 사카이스지선과도 직접 환승이 불가능하다. 다른 지하 노선과의 교차 부분은 이마리 근선이 모두 아래를 통과하고 있다. 오사카 시내 완결 노선이 아니라 도중의 타이코바시 이마이치역 부근에서는 모리구치시도 지나간다. 연선은 주택지가 많다.
건설비를 압축하기 위해 설계가 최대한 공통화되었습니다. 역의 홈의 디자인도 공통화되고 있는 부분이 많아, 나가호리 쓰루미 녹지선이 각 역마다 다른 장식을 베풀고 있는 것과는 대조적이다.
역 홈에는 개업 당시의 오사카 시영 지하철에서 처음이 되는 가동식 홈 가로장(차량문과 연동, 높이 약 1.3 m)이 설치되어 있다. 홈의 승강 부분은 1mm 단위로 상하 전후로 조정할 수 있는 구조로 되어 있고, 홈과 차량의 틈새는 다른 역과 비교하여 매우 작아지고 있다. 이마리 근선의 홈 도어의 선로측에 대해서 있는 라인 칼라는 타선과 달리 전 6색이 되어 있어, 이마리 근선의 색은 들어가 있지 않다.
역 구내에는 오스트메이트 대응 화장실을 남녀 각각 1곳씩 설치하고 있어, 급환 환자의 반송에도 대응한 대형 엘리베이터도 타이코바시 이마이치역을 제외하고 2개소 설치하고 있다.
이마리스지선 단독역의 개찰, 혹은 기존역에서 이마리스지선에 관해서 신설된 개찰에는, 상부에 현 시각·발차 시각·열차 접근을 안내하는 모니터가 구비되어 있다. 홈에도 같은 것이 있지만, 발차 시각은 표시되지 않는다.
많은 역에서 역 구내와 일체가 된 지하 주륜장이 병설되어 있다. 또, 이마리스지선 단독역이나 미도리바시역을 제외한 Osaka Metro의 기존역에서 이마리스지선 개통에 관하여 신설된 역 출입구는, 멀리서도 눈에 띄도록, 오렌지색의 게이트를 설치하고 있는 것 많다.

### 노선 데이터
- 노선거리(실킬로미터): 11.9 km
- 궤간: 1435 mm
- 역수:11역(기종점역 포함)
- 복선 구간: 전선
- 전화 구간：전선(직류 1500 V·가공 전차선 방식)
- 폐색 방식：차내 신호식 (CS-ATC, TASC)
- 최고 속도: 70 km/h
- 편성 양수:4량(2006년-)
- 홈 최대편성 양수：6량

## 역사
- 2006년 12월 24일: 개통

## 운행 형태
대부분의 열차가 이다카노역-이마리역 사이의 통행으로 운전되고, 아침 저녁시에만 이다카노역-시미즈역 간의 구간열차가 설정되어 있다. 2013년 3월 23일 개정 시점의 운전 횟수는 전선을 통한 열차가 평일에는 러시가 1시간에 11~15개, 주중이 1시간에 6개(10분 간격), 토요일・휴일은 아침 저녁 시간이 9-10개, 낮 시간이 6개(10분 간격). 이 밖에도 최종열차로 이마리발 시미즈행이 매일 1개 운전되고 있다.
시미즈역-신모리코시역 사이에서 쓰루미 녹지(하나미키 기념공원)에도 굴착을 실시해, 차량 기지(쓰루미 녹지 북차고)를 건설했다. 약 1km 먼저 나가호리 쓰루미 녹지선의 쓰루미 녹지역이 있기 때문에, 이 사이를 접속해 동선의 공장(쓰루미 검차장)을 공용하고 있다. 전용 차량 공장이 없는 다른 Osaka Metro의 노선으로는, 천일 전선의 차량을 중앙선의 모리노미야 검차장에 배치하고 있는 예가 있다.

## 차량

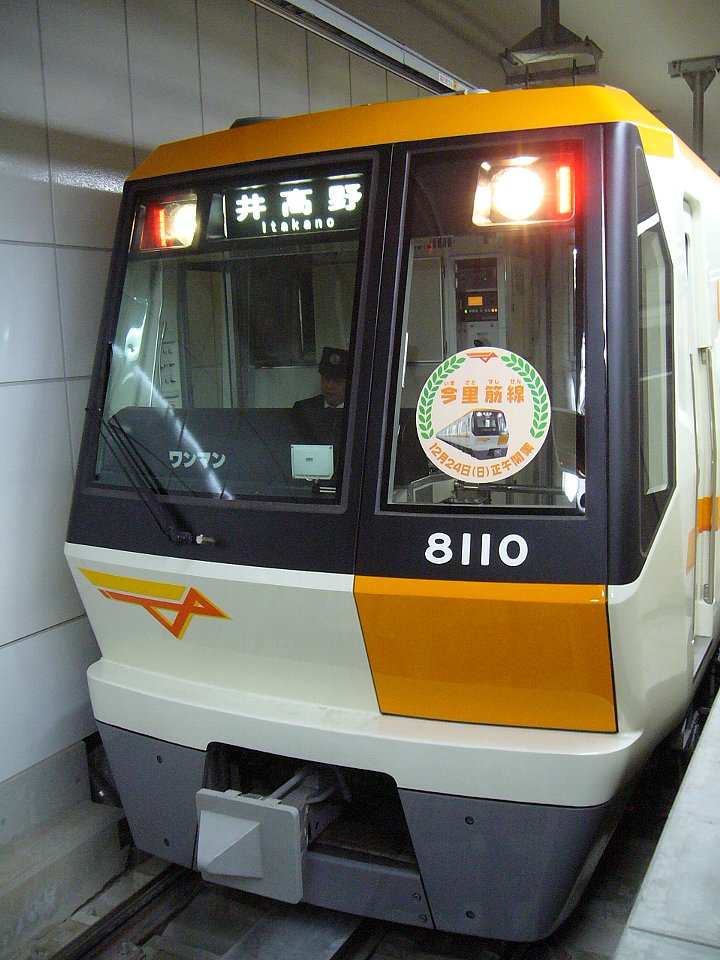
80계

- 80계

## 역 목록
| 역 번호 | 역 이름            | 일본어 이름  | 거리 (km) | 접속 노선                                       | 소재지   | 소재지   | 소재지           |
| ------- | ------------------ | ------------ | --------- | ----------------------------------------------- | -------- | -------- | ---------------- |
| I11     | 이타카노           | 井高野       | 0.0       |                                                 | 오사카부 | 오사카시 | 히가시요도가와구 |
| I12     | 즈이코 4초메       | 瑞光四丁目   | 0.9       |                                                 | 오사카부 | 오사카시 | 히가시요도가와구 |
| I13     | 다이도토요사토     | だいどう豊里 | 1.9       |                                                 | 오사카부 | 오사카시 | 히가시요도가와구 |
| I14     | 다이시바시이마이치 | 太子橋今市   | 3.6       | 다니마치 선                                     | 오사카부 | 오사카시 | 아사히구         |
| I15     | 시미즈             | 清水         | 4.8       |                                                 | 오사카부 | 오사카시 | 아사히구         |
| I16     | 신모리후루이치     | 新森古市     | 5.8       |                                                 | 오사카부 | 오사카시 | 아사히구         |
| I17     | 세키메세이이쿠     | 関目成育     | 7.1       | 게이한 전기철도 게이한 본선(세키메 역)          | 오사카부 | 오사카시 | 조토구           |
| I18     | 가모 4초메         | 蒲生四丁目   | 8.4       | 나가호리쓰루미료쿠치 선                         | 오사카부 | 오사카시 | 조토구           |
| I19     | 시기노             | 鴫野         | 9.3       | 가타마치 선, 오사카히가시 선 (2018년 개통 예정) | 오사카부 | 오사카시 | 조토구           |
| I20     | 미도리바시         | 緑橋         | 10.6      | 주오 선                                         | 오사카부 | 오사카시 | 히가시나리구     |
| I21     | 이마자토           | 今里         | 11.9      | 센나치마에 선                                   | 오사카부 | 오사카시 | 히가시나리구     |